# Sigatoka-negra
A Sigatoka Negra é considerada a doença mais destrutiva da cultura da bananeira, tendo como agente causal o fungo Mycosphaerella fijiensís Var. difformis, cuja forma imperfeita é Paracercospora fijiensis.
As condições necessárias para o pleno desenvolvimento da doença são índices elevados de temperatura e umidade, porém a doença tem ocorrido em regiões de clima atípico e provocado perdas significativas.